# Eremorhax pulcher
Eremorhax pulcher es una especie de arácnido  del orden Solifugae de la familia Eremobatidae.

## Distribución geográfica
Se encuentra en  Estados Unidos.